# Phalère (port)
Pour les articles homonymes, voir Phalère.
Phalère (grec ancien : Φάληρον / Phálēron ; moderne : Φάληρο / Fáliro ; latin : Phaleron ou Phalerum) est l’un des quatre ports de la cité antique d’Athènes sur le golfe Saronique (avec Le Pirée, Zéa et Munychie), situé sur la baie homonyme.

## Antiquité
Le port de Phalère, bien antérieur au Pirée, est conservé après les guerres médiques mais uniquement pour les bateaux de petite taille.
Dans l’Antiquité, Phalère était la destination d’une procession, probablement lors de la fête des plyntéria ou plyntéries, où une statue rudimentaire mais ancienne d’Athéna, un xoanon, était baigné dans la mer à fin de purification.

## Époque contemporaine
Actuellement, deux localités non contigües, situées de part et d'autre de la baie, portent le nom de Phalère :
- le quartier de Néo Fáliro (« Nouveau-Phalère »), qui fait partie de la municipalité du Pirée ;
- la municipalité de Paleó Fáliro (« Ancien-Phalère »).